# Мезенцева, Татьяна Юрьевна
Татьяна Юрьевна Мезенцева (укр. Тетяна Юріївна Мезенцева; род. 17 января 1972, Константиновка, Донецкая область), в девичестве Кривобок (укр. Кривобок) — украинская легкоатлетка, специалистка по бегу на средние и длинные дистанции, кроссу и марафону. Выступала на профессиональном уровне в 1996—2013 годах, победительница и призёрка ряда крупных международных стартов, многократная чемпионка Украины, участница летних Олимпийских игр в Сиднее. Мастер спорта Украины международного класса. Тренер по ОФП и лёгкой атлетике.

## Биография
Татьяна Кривобок родилась 17 января 1972 года в городе Константиновка Донецкой области Украинской ССР.
Впервые заявила о себе в лёгкой атлетике на международном уровне в сезоне 1996 года, когда вошла в состав украинской сборной и выступила на чемпионате Европы по кроссу в Шарлеруа, где заняла 70-е место.
В 1998 году показала 63-й результат на чемпионате мира по кроссу в Марракеше.
В 1999 году на кроссовом чемпионате Европы в Веленье финишировала 52-й.
В 2000 году на чемпионате Украины в Киеве одержала победу в беге на 1500 метров. Благодаря череде успешных выступлений удостоилась права защищать честь страны на летних Олимпийских играх в Сиднее — на предварительном квалификационном этапе 1500 метров показала время 4:22.11, чего оказалось недостаточно для выхода в полуфинальную стадию соревнований.
В 2002 году на зимнем чемпионате Украины в Киеве была лучшей на дистанциях 1500 и 3000 метров, стартовала в тех же дисциплинах на чемпионате Европы в помещении в Вене.
В 2005 году в беге на 3000 метров стала третьей на Кубке Европы во Флоренции, в беге на 1500 метров победила на чемпионате Украины в Киеве.
В 2006 году в дисциплине 3000 метров превзошла всех соперниц на зимнем чемпионате Украины в Запорожье, была девятой на чемпионате мира в помещении в Москве.
С 2007 года бегала на более длинные дистанции, в частности на чемпионате Украины в Киеве выиграла бронзовую и серебряную медали в дисциплинах 5000 и 10 000 метров соответственно, попробовала себя в полумарафоне.
В 2008 году с личным рекордом 33:16.61 финишировала девятой на Кубке Европы по бегу на 10 000 метров в Стамбуле. Была лучшей на Люблянском марафоне.
В 2009 году стала третьей на марафоне в Дунъине, шестой на Дублинском марафоне, седьмой на марафоне в Лас-Вегасе.
В 2010 году с личным рекордом 2:34:24 пришла к финишу пятой на Гамбургском марафоне, десятой на Пражском марафоне, седьмой на марафоне в Ла-Рошель.
В 2011 году была девятой на марафоне в Дулуте.
В 2012 году финишировала пятой на Лос-Анджелесском марафоне, выиграв при этом мастерскую категорию. Была четвёртой в Дулуте.
Завершила спортивную карьеру по окончании сезона 2013 года.
За выдающиеся спортивные достижения удостоена почётного звания «Мастер спорта Украины международного класса».
Впоследствии работала тренером по лёгкой атлетике и общефизической подготовке в Сочи.